# Ringicula niinoi
Ringicula niinoi is een slakkensoort uit de familie van de Ringiculidae. De wetenschappelijke naam van de soort is voor het eerst geldig gepubliceerd in 1939 door Nomura.